# 1764 en musique classique
| \| • Retour à la chronologie générale de la musique classique • \| |
| Grèce • Rome • Haut Moyen Âge • VIIIe siècle • IXe siècle • Xe siècle • XIe siècle XIIe siècle • XIIIe siècle • XIVe siècle • XVe siècle • XVIe siècle • XVIIe siècle XVIIIe siècle • XIXe siècle • XXe siècle • XXIe siècle |
| • Retour à la chronologie générale de la musique classique • |

| Années en musique classique : 1761 - 1762 - 1763 - 1764 - 1765 - 1766 - 1767    |
| Décennies en musique classique : 1730 - 1740 - 1750 - 1760 - 1770 - 1780 - 1790 |

## Événements

### Créations
- 2 janvier : Le Sorcier, opéra-comique de Philidor, créé à la Comédie-Italienne.
- 7 janvier : Sémiramis reconnue, mélodrame d'Antonio Sacchini, créé à Rome.
- Janvier : Mozart, âgé de huit ans, joue sur les orgues de la chapelle de Versailles.
- 8 mars : Rose et Colas, opéra-comique de Pierre-Alexandre Monsigny, créé à l'Hôtel de Bourgogne.
- 24 avril : Égérie, fête théâtrale de Johann Adolph Hasse, créée au Burgtheater de Vienne.

Date indéterminée
- Joseph Haydn :
  - Symphonie no 21 en la majeur,
  - Symphonie no 22 en mi bémol majeur,
  - Symphonie no 23 en sol majeur,
  - Symphonie no 24 en ré majeur,
- Création de la nouvelle version de l'opéra Carlo Magno (Карл Великий) de Vincenzo Manfredini, à Saint-Pétersbourg.

## Naissances

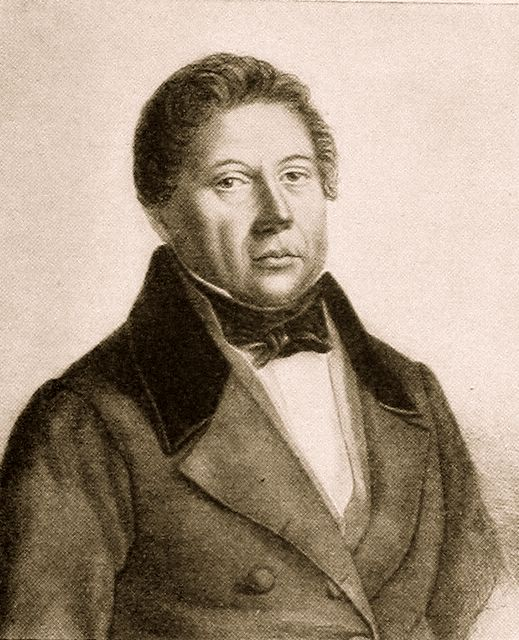
Valentino Fioravanti.

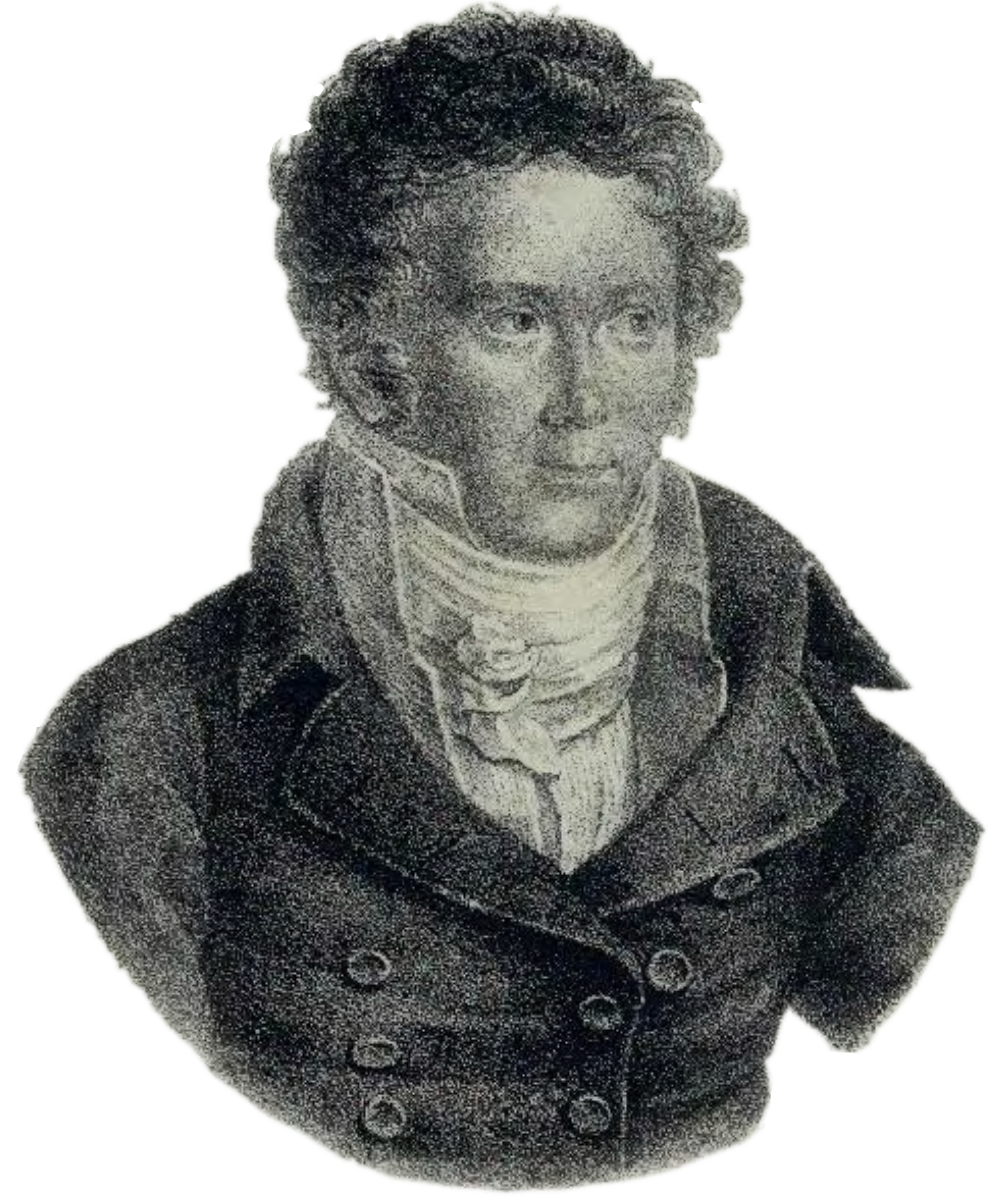
Étienne de Jouy.

- 2 mars : Hélène de Montgeroult, compositrice et pianiste française († 20 mai 1836).
- 5 mars : Heinrich   Grenser, facteur allemand d'instruments à vent de la famille des bois († 12 décembre 1813).
- 23 avril : Jean-Baptiste Charbonnier, organiste et compositeur français († 22 octobre 1859).
- 15 mai : Johann Nepomuk Kalcher, organiste et compositeur allemand († 2 février 1827).
- 25 mai : Matthew Camidge, organiste anglais († 23 octobre 1844).
- 11 septembre : Valentino Fioravanti, compositeur italien († 16 juin 1837).
- 27 septembre : Pierre Desvignes, compositeur français († 27 janvier 1827).
- 19 octobre :
  - Étienne de Jouy, librettiste français († 4 septembre 1846).
  - Charles-Henri Plantade, compositeur et claveciniste français († 18 décembre 1839).
- 12 novembre : Louis-Victor Simon, violoniste et compositeur français († 26 avril 1820).
- 30 novembre : Franz Xaver Gerl, chanteur d'opéra autrichien avec une voix de basse et compositeur († 9 mars 1827).
- 9 ou 11 décembre : Jeanne-Charlotte Schroeder,  soprano à la Comédie-Italienne et à l'Opéra-Comique (†11 septembre 1850).

Date indéterminée
- André-Frédéric Eler, compositeur français († 29 avril 1821).

## Décès

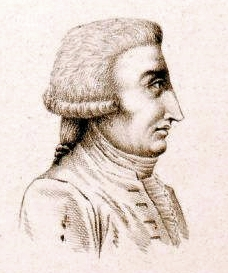
Pietro Locatelli

- 11 mars : Charles Levens, compositeur français (° 24 septembre 1689).
- 30 mars : Pietro Locatelli, compositeur et violoniste italien (° 3 septembre 1695).
- 13 avril : Nicola Fiorenza, violoniste et compositeur italien (° après 1700).
- 17 avril : 
  - Johann Balthasar Christian Freislich, compositeur et organiste allemand († 30 mars 1687).
  - Johann Mattheson, compositeur allemand (° 28 septembre 1681).
- 6 juin : Wilhelm Hieronymus Pachelbel, organiste et compositeur allemand.
- 10 septembre : Giovanni Antonio Giay, compositeur italien (° 11 juin 1690).
- 12 septembre : Jean-Philippe Rameau, compositeur français (° 25 septembre 1683).
- 22 octobre : Jean-Marie Leclair, compositeur français (° 10 mai 1697).
- 23 octobre : Pierre-Charles Roy, librettiste français (° 1683).

Date indéterminée
- entre le 30 novembre et le 12 janvier 1765 : Nicola Bonifacio Logroscino, compositeur italien (° 22 octobre 1698).
- Josep Mir i Llussà, compositeur espagnol (° vers 1700).
- Giuseppe Antonio Paganelli, chanteur et compositeur d'origine italienne (° 6 mars 1710).